# Распределительная хроматография
Распределительная хроматография — хроматографический метод, при котором неподвижная (стационарная) фаза химически связана с поверхностью неподвижного носителя. Подвижной фазой является жидкость (LLC — англ. liquid liquid chromatography), которая служит растворителем, или газ (газовая хроматография). Разделение происходит за счёт различия полярности разделяемых веществ. За разработку основ метода распределительной хроматографии Арчер Мартин и Ричард Синг в 1952 году получили Нобелевскую премию.
Частным случаем распределительной хроматографии является обращённо-фазная хроматография.